# Pascal Garibian
Pascal Garibian (Bourg-en-Bresse, 22 maart 1961) is een voormalig Frans voetbalscheidsrechter die van 1993 tot 2006 in totaal 208 wedstrijden floot in de Ligue 1. 

## Interlands
| № | Datum      | Plaats     | Wedstrijd              | Uitslag | Competitie        | Kreeg geel | Kreeg voor de tweede keer geel en dus rood | Weggestuurd |
| - | ---------- | ---------- | ---------------------- | ------- | ----------------- | ---------- | ------------------------------------------ | ----------- |
| 1 | 25.03.1998 | Bern       | Zwitserland – Engeland | 1 – 1   | Vriendschappelijk | 0          | 0                                          | 0           |
| 2 | 03.06.1998 | Saint-Ouen | Andorra – Brazilië     | 0 – 3   | Vriendschappelijk | 2          | 0                                          | 0           |
| 3 | 10.02.1999 | Attard     | Malta – Joegoslavië    | 0 – 3   | EK-kwalificatie   | 2          | 0                                          | 0           |
| 4 | 28.04.1999 | Dublin     | Ierland – Zweden       | 2 – 0   | Vriendschappelijk | 0          | 0                                          | 0           |
| 5 | 15.11.2000 | Glasgow    | Schotland – Australië  | 0 – 2   | Vriendschappelijk | 0          | 0                                          | 0           |
| 6 | 14.11.2001 | Lissabon   | Portugal – Angola      | 5 – 1   | Vriendschappelijk | 1          | 4                                          | 0           |
| 7 | 20.11.2002 | Pescara    | Italië – Turkije       | 1 – 1   | Vriendschappelijk | 4          | 0                                          | 0           |
| 8 | 11.10.2003 | Lissabon   | Portugal – Albanië     | 5 – 3   | Vriendschappelijk | 4          | 0                                          | 0           |